# When Love Is Not Enough: The Lois Wilson Story
 When Love Is Not Enough: The Lois Wilson Story é um telefilme estadunidense de 2010, do gênero drama biográfico, dirigido por John Kent Harrison para a CBS.

## Elenco
- Winona Ryder ... Lois Wilson
- Barry Pepper ... Bill Wilson
- John Bourgeois ... Dr. Clark Burnham
- Frank Moore ... Dr. Bob Smith
- Rosemary Dunsmore ... Matilda Burnham
- Ellen Dubin ... Dora
- Adam Greydon Reid ... Ebby Thacher
- Rick Roberts ... Frank Shaw

## Sinopse
Em 1914, Lois Burnham, uma jovem universitária de uma influente família, conhece e se apaixona por Bill Wilson, um homem pobre. Eles se casam em 1918, antes dele partir para a Primeira Guerra Mundial. Ao retornar, Bill demora para se adaptar enquanto Lois trabalha como enfermeira. Bill está sempre bebendo mas Lois acredita nele e se mantém ao seu lado. Com ajuda dos amigos de Lois, Bill começa a trabalhar em Wall Street e alcança sucesso, com o casal se mudando para uma luxuosa casa. Mas ele está cada vez mais entregue ao alcolismo. Com a Crise de 1929, o casal perde tudo e Bill se afunda no vício. Em 1935, Bill conhece o médico Dr. Bob Smith e começa a se recuperar, dando início a um programa que se tornaria a base dos Alcoólicos Anônimos.

## Produção
O filme foi uma apresentação do programa Hallmark Hall of Fame, série de antologias da televisão estadunidense. A história é basicamente ambientada nos Estados Unidos mas as cenas foram realizadas no Canadá.

## Recepção
Em sua estreia na TV, a audiência foi de 7,29 milhões de aparelhos, de acordo com o MediaWeek. No mesmo horário estavam sendo exibidos Brothers and Sisters (temporada 5) e Celebrity Apprentice (9ª temporada americana).